# Крашенинникова, Вероника Юрьевна
Верони́ка Ю́рьевна Крашени́нникова (род. 12 октября 1971, Череповец, РСФСР, СССР) — российский политолог, историк и общественный деятель. Генеральный директор автономной некоммерческой организации «Институт внешнеполитических исследований и инициатив» (АНО «ИНВИССИН»). Кандидат исторических наук (2007).
Являлась членом Общественной палаты Российской Федерации с 2012 по 2020 (IV—VI созывы), с 2017 (VI созыв) работала заместителем председателя Комиссии по развитию общественной дипломатии, гуманитарному сотрудничеству и сохранению традиционных ценностей. Получила известность как один из инициаторов закона об «иностранных агентах». С июня 2014 по 2020 год — заместитель председателя Комитета общественной поддержки жителей Юго-Востока Украины при Совете Федерации РФ. С февраля 2016 года по декабрь 2021 (два срока) — член Высшего совета партии «Единая Россия», член Комиссии по подготовке программного документа партии, член Комиссии по подготовке программного документа партии к парламентским выборам 2016 года, с марта 2017 года координатор рабочей группы Высшего совета партии по реализации внешней политики. В 2016—2018 годы — ведущая авторской программы «Прогнозы» на телеканале «Звезда». С июля 2020 года член Российского исторического общества.

## Биография
Вероника Юрьевна Крашенинникова родилась 12 октября 1971 года в Череповце Вологодской области.
Обучалась на инженерно-экономическом факультете Ленинградского кораблестроительного института, в Сорбонне, Парижском институте политических наук (финансово-экономический факультет). Свободно владеет французским и английским языками.
В 1996—1997 годах — сотрудник Организации Объединённых Наций (ООН), Женева.
В 1998—2000 годах — консультант европейских компаний в рамках международных проектов.
C 2001 года — в Совете по торгово-экономическому сотрудничеству США — СНГ (СТЭС), который являлся американским юридическим лицом и был зарегистрирован в штате Нью-Йорк, а также в Министерстве юстиции США как иностранный агент в 2006-2010 гг.. В 2003—2005 годах Крашенинникова занимала должности исполнительного директора СТЭС в Нью-Йорке, а также исполнительного директора компании «СТЭС Паблишинг», издательского филиала СТЭС.
В 2006—2010 годах — президент СТЭС в Нью-Йорке. С марта 2006 года СТЭС во главе с Крашенинниковой являлся представителем Санкт-Петербурга в США (по назначению губернатора Санкт-Петербурга Валентины Матвиенко). В декабре 2006 года на базе СТЭС был открыт Информационный деловой центр Санкт-Петербурга в Нью-Йорке.
В 2007 году защитила в Московском педагогическом государственном университете кандидатскую диссертацию на тему «Российско-американский диалог как проблема политической культуры», кандидат исторических наук.
В 2008—2009 годах работала представителем фонда «Русский мир» в Северной Америке.
20 января 2012 года агентство «Regnum» опубликовало статью Крашенинниковой о том, что в России пора принять закон об «иностранных агентах».
С марта 2011 года — генеральный директор автономной некоммерческой организации «Институт внешнеполитических исследований и инициатив» (ИНВИССИН, Москва).
В 2012 г. выступила одним из инициаторов принятия закона об НКО, выполняющих функцию иностранных агентов, основываясь на опыте работы под действием Закона о регистрации иностранных агентов в США (FARA) в качестве представителя г. Санкт-Петербург в США в 2006—2010 гг.
Параллельно в 2012—2013 годах — консультант главного редактора «Russia Today».

С 2013 г. по 2020 г. — член Общественной палаты РФ трёх созывов. 20 марта 2013 г. утверждена членом Общественной палаты Российской Федерации IV созыва специальным указом Президента В. В. Путина. 18 февраля 2014 г. вновь утверждена указом Президента В. В. Путина членом ОПРФ V созыва. В июне 2017 г. избрана в состав ОПРФ VI созыва, стала заместителем председателя Комиссии по развитию общественной дипломатии, гуманитарному сотрудничеству и сохранению традиционных ценностей. В Общественной палате занималась вопросами гражданского общества и ценностей, связей с соотечественниками, народной дипломатии, международной тематикой.
С апреля 2014 г. — руководитель Центра международной журналистики и исследований МИА «Россия сегодня», затем советник гендиректора МИА «Россия сегодня». C марта по декабрь 2022 года обозреватель МИА «Россия сегодня».
С июня 2014 г. по 2020 г. — заместитель Председателя Комитета общественной поддержки жителей Юго-востока Украины при Совете Федерации РФ. Комитет координировал общественную помощь беженцам с Юго-востока Украины и жителям ЛНР—ДНР. За социальную поддержку населения Юго-Востока Украины получила в январе 2017 года благодарность Председателя Совета Федерации В. И. Матвиенко.
С января 2016 г. по декабрь 2021 г. — член Высшего совета Всероссийской политической партии «Единая Россия» в качестве сторонника Партии и член Комиссии по подготовке программного документа партии; с марта 2017 г. по декабрь 2021 г. координатор рабочей группы по реализации внешней политики в Высшем совете партии «Единая Россия». Была одним из четырёх соавторов идеологического блока её предвыборной программы на парламентских выборах 2016 года.
С апреля 2016 года по июнь 2018 года — автор и ведущая программы «Прогнозы» на телеканале «Звезда».
С июля 2020 г. член Российского исторического общества.
Автор статей по вопросам внешней и внутренней политики в изданиях «Комсомольская правда», «Russia Today», «РИА Новости» (с декабря 2015 года) и др. С февраля 2019 года постоянный обозреватель «Литературной газеты», автор раздела «Если по-честному».
В 2012 году соучредила вместе с издательством «Кучково поле» книжную серию «Реальная политика». Ответственный редактор книг «Мюнхен 1938. Падение в бездну Второй мировой» (2018), «Антигитлеровская коалиция 1939 — формула провала» (2019), «Польша в борьбе за Восточную Европу, 1920—2020» (2020).
Общий редактор и составитель книги «Убийство демократии: операции ЦРУ и Пентагона в постсоветский период» (2013).

## Политические позиции
В январе 2012 года на страницах сайта информагентства «Regnum» выступила с предложением принять закон об «иностранных агентах». Последовательно выступала с аргументами в пользу такого закона.
Негативно оценивала надежды на позитивную политику Дональда Трампа в отношении России с самого начала его вступления в президентскую гонку: в авторской программе «Прогнозы» на телеканале «Звезда», в материалах на сайте «РИА Новости», в колонках «Литературной газеты».
Последовательно критикует связи отдельных российских групп с ультраправыми партиями в Европе. В июле 2018 года журнал «Эксперт» опубликовал развёрнутый материал «Россия в сети крайне правых», в котором Крашенинникова, в частности, пишет:

Российские контакты с европейскими ультраправыми устанавливались под предлогом «показать, что Россия не в изоляции» и потому что «другие не хотят с нами общаться». Однако очевидно, что ассоциация с ультраправыми изолирует ещё больше, ставит огромное пятно на репутации страны, и мы лишаемся многих реальных и потенциальных сторонников. Теперь в ходу аргумент «это уже не маргинальные силы, они во власти». Да, ультраправые берут власть в Европе, но это причина не для радости, а для беспокойства. И не для помощи им, а для противодействия. Президент Путин никогда не говорил, что Россия должна работать с носителями идеологии ненависти и насилия.
По итогам выборов в Европарламент в мае 2019 года Крашенинникова в «Литературной газете», опираясь на факты, отвергает утверждения лидеров Национального фронта, итальянской Лиги, Австрийской партии свободы и задаёт вопрос в отношении наблюдателей на выборах от этих партий:

Неужели нам нужны европейские проходимцы и неонацисты, чтобы они лишний раз подтвердили, что Крым — наш, что президент России — легитимен? И как воспринимать после этого Крым и Президента России нормальным людям за рубежом? Ведь они, в отличие от российской аудитории, прекрасно знают мерзкую сущность этих «наблюдателей».
На первой Международной конференции «От неравенства к справедливости: мировой опыт и решения для России» в Общественной палате РФ 10 декабря 2019 года выступила модератором сессии «Идеологическая платформа борьбы с неравенством: в поисках справедливости».

## Санкции
13 июня 2024 года, из-за российского вторжения на Украину, Крашенинникова включена в санкционный список Канады против лиц вовлечённых в операции по дезинформации и пропаганде.

## Книги и фильмы
- Крашенинникова, В. Ю. Америка — Россия: холодная война культур. — М.: Европа, 2006. — 362 с. — ISBN 978-5-9739-0122-6.
- «Оранжевые дети Третьего Рейха» — фильм в соавторстве с Михаилом Леонтьевым;
- «СССР: гибель мечты и сверхдержавы», 8 серий, телеканал «Россия 1», декабрь 2011 (участник сценарной группы);
- «Героиновый путь» Аркадия Мамонтова, телеканал «Россия 1», декабрь 2011 (соавтор сценария, американская часть);
- «Большая игра», «Первый канал», 2005 (консультант);
- Международная научно-практическая конференция. «НАТО: Мифы и реальность. Уроки для России и мира». — М.: Кучково поле, 2012. — 176 с. — ISBN 978-5-9950-0255-0
- Крашенинникова В. Ю. (отв. ред.) «Мюнхен 1938. Падение в бездну Второй мировой». — М.: Кучково поле, 2018—272 с. — ISBN 978-5-9950-0932-0
- Крашенинникова В. Ю. (отв. ред.) «Антигитлеровская коалиция 1939 — формула провала». — М.: Кучково поле, 2019—336 с. — ISBN 978-5-907171-24-4
- Доклад «Идентичность и демократия»: ультраправые в Европарламенте. — М.: Кучково поле, 2019 — 48 с.
- Крашенинникова В. Ю. (отв. ред.) «Польша в борьбе за Восточную Европу, 1920—2020» — М.: Кучково поле, 2020—176 с. — ISBN 978-5-907171-17-6
- Доклад «Война США за „мир“ в Сирии». — М.: Кучково поле, 2021 — 96 с. — ISBN 978-5-9950-1003-6